# Alyssopsis mollis
Alyssopsis mollis là một loài thực vật có hoa trong họ Cải. Loài này được (Jacq.) O.E.Schulz mô tả khoa học đầu tiên năm 1924.